# Місцеві фінанси
Місцеві фінанси — це система формування, розподілу і використання грошових та інших фінансових ресурсів для забезпечення місцевими органами влади покладених на них функцій і завдань, як власних, так і делегованих.